# Diecezja Parral
Diecezja Parral (łac. Dioecesis Parralensis) – diecezja Kościoła rzymskokatolickiego w Meksyku, należąca do archidiecezji Chihuahua.

## Historia
11 maja 1992 roku papież Jan Paweł II konstytucją apostolską Qui de Ecclesiis erygował diecezję Parral. Dotychczas wierni z tym terenów należeli do archidiecezji Chihuahua.

## Ordynariusze
- José Andrés Corral Arredondo (1992 - 2011)
- Eduardo Carmona Ortega (2012 - 2019)
- Mauricio Urrea Carrillo (od 2020)